# Imago (revista)
Imago (en alemán: Imago. Zeitschrift für die Anwendung der Psychoanalyse auf die Geisteswissenschaften) fue una de las primeras revistas de psicoanálisis. Fundada por el jurista y psicoanalista Hanns Sachs, Sigmund Freud y Otto Rank en enero de 1912. Fue editada y distribuida por Hugo Heller.

## Historia
Imago e Internationale Zeitschrift für Psychoanalyse fueron dos de las primeras revistas de psicoanálisis. La primera estaba consagrada a temas culturales, mientras que la segunda se dedicaba a la teoría y la clínica.
Nacida después de Jahrbuch für psychoanalytische und psychopathologische Forschungen y de Zentralblatt für Psychoanalyse, Imago tenía como objetivo la publicación de trabajos psicoanalíticos relacionados con la antropología, la filosofía, la teología, la literatura la teología y la lingüística. Freud deseaba que el nombre fuera Eros and Psyche, pero finalmente se tomó el título de la novela de Carl Spitteler Imago (1906), cuya trama causó un gran impacto entre los psicoanalistas de la época, motivando incluso la elaboración por C. G. Jung del concepto imago para la representación inconsciente de las figuras relevantes del período infantil, principalmente las parentales.
La revista Imago se fusionó finalmente con la Internationale Zeitschrift für Psychoanalyse en 1939. Esta última revista había sido creada en 1913 para ocupar el lugar del Jahrbuch tras el conflicto con Jung y adquirió el carácter de «órgano oficial» de la Asociación Psicoanalítica Internacional. Se había publicado en Viena hasta 1939 y luego se trasladó a Londres, para editarse hasta su desaparición en 1941 con el nuevo nombre extenso tras la fusión: Internationale Zeitschrif für Psychoanalyse und Imago.